# Allantoparmelia
Allantoparmelia (Vain.) Essl. (czarniaczek) – rodzaj grzybów z rodziny tarczownicowatych (Parmeliaceae). Ze względu na współżycie z glonami zaliczany jest do grupy  porostów. W Polsce występuje jeden gatunek.

## Systematyka i nazewnictwo
Pozycja w klasyfikacji według Index Fungorum: Parmeliaceae, Lecanorales, Lecanoromycetidae, Lecanoromycetes, Pezizomycotina, Ascomycota, Fungi.
Po raz pierwszy takson ten utworzył w 1909 r. Vainio jako podrodzaj tarczownicy (Parmelia subgen. Allantoparmelia Vain). Do rangi odrębnego rodzaju podniósł go w 1978 r. Theodore Lee Esslinger.
Nazwa polska według Fałtynowicza.

## Gatunki
- Allantoparmelia almquistii (Vain.) Essl. 1978
- Allantoparmelia alpicola (Th. Fr.) Essl. 1978 (Vain.) Essl. 1978 – czarniaczek alpejski
- Allantoparmelia sibirica (Zahlbr.) Essl. 1978[3]

Nazwy naukowe na podstawie Index Fungorum. Nazwy polskie według checklist Fałtynowicza.